# Алгоритм распространения доверия
Алгоритм распространения доверия (англ. belief propagation, trust propagation algorithm, также алгоритм «sum-product») — алгоритм маргинализации с помощью двунаправленной передачи сообщений на графе, применяемый для вывода на графических вероятностных моделях (таких как байесовские и марковские сети). Предложен Дж. Перлом в 1982 году.

## Постановка задачи
Рассмотрим функцию:
{\displaystyle p^{*}(X)=\prod _{j=1}^{m}f_{j}(X_{j})}, где {\displaystyle X_{j}=\{x_{i}\}_{i=1}^{n}}
Чтобы получить вероятность, необходимо её нормализовать:
{\displaystyle p(X)={\frac {1}{Z}}\prod _{j=1}^{m}f_{j}(X_{j}),Z=\sum _{X}\prod _{j=1}^{m}f_{j}(X_{j})}
Рассматриваются следующие задачи:
1. Задача нормализации:

найти {\displaystyle Z=\sum _{X}\prod _{j=1}^{m}f_{j}(X_{j})}
1. Задача маргинализации:

найти {\displaystyle p_{i}^{*}(x_{i})=\sum _{k\neq i}p^{*}(X)}
1. Задача нормализованной маргинализации

найти {\displaystyle p_{i}(x_{i})=\sum _{k\neq i}p(X)}
Все эти задачи NP-полны, так что сложность их решения в худшем случае возрастает экспоненциально. 
Однако некоторые частные случаи можно решить быстрее, чем и занимается данный алгоритм.

## Структура графа
Граф, используемый алгоритмом, состоит из вершин, соответствующих переменным, и вершин, соответствующих функциям. Функции соединены с переменными, от которых они зависят.

### Пример
Например, функции
{\displaystyle p^{*}(X)=f_{1}(x_{1})f_{2}(x_{2})f_{3}(x_{3})f_{4}(x_{1},x_{2})f_{5}(x_{2},x_{3})}
соответствует следующий граф:

## Передача сообщений
В графе пересылаются сообщения двух видов: от функций к переменным и от переменных к функциям.
От переменной {\displaystyle x_{i}} к функции {\displaystyle f_{j}}:
{\displaystyle q_{i\to j}(x_{i})=\prod _{k\in ne(i)\setminus j}r_{k\to i}(x_{i})} (здесь {\displaystyle ne(i)} — множество вершин, соседних с i)

От функции {\displaystyle f_{j}} к переменной {\displaystyle x_{i}}:
{\displaystyle r_{j\to i}(x_{i})=\sum _{X_{i}\setminus x_{i}}(f_{j}(X_{j})\prod _{k\in ne(i)\setminus j}q_{k\to j}(x_{k})}
При этом пустое произведение считаем равным единице. Из этих формул видно, что если у вершины всего одна соседняя точка, то её (вершины) сообщение можно вычислить, не зная входящих сообщений.

## Алгоритм
Существует два подхода, в зависимости от характера полученного графа:

### Подход 1
Предположим, что граф является деревом. Начиная с листьев будем постепенно обходить все вершины и вычислять сообщения (при этом применяется стандартное правило передачи сообщений: сообщение можно передавать только в том случае, если его можно полностью построить).
Тогда за количество шагов, равное диаметру графа, работа алгоритма закончится.

### Подход 2
Если граф не является деревом, то можно начать с того, что все переменные передают сообщение 1, а потом уже его модифицируют, когда до них доходят сообщения от функций.
Такой алгоритм в общем случае работает неверно и делает много лишнего, но все же полезен на практике.

## Вычисление маргиналов
Когда рассылка сообщений закончена, маргиналы вычисляются по следующей формуле:
{\displaystyle p_{i}^{*}(x_{i})=\prod _{j\in ne(i)}r_{j\to i}(x_{i})}
{\displaystyle Z=\sum _{i}p_{i}^{*}(x_{i}),p(x_{i})={\frac {1}{Z}}p_{i}^{*}(x_{i})}

## Нормализация на лету
Если нужно рассчитать только нормализованные маргиналы (настоящие вероятности), то можно на каждом шаге нормализовать сообщения от переменных к функциям:
{\displaystyle q_{i\to j}(x_{i})=\alpha _{ij}\prod _{k\in ne(i)\setminus j}r_{k\to i}(x_{i})},
где {\displaystyle \alpha _{ij}} подобраны так, чтобы
{\displaystyle \sum _{i}q_{i\to j}(x_{i})=1}

## Математическое обоснование алгоритма
С математической точки зрения алгоритм перераскладывает изначальное разложение:
{\displaystyle p^{*}(X)=\prod _{j=1}^{m}f_{j}(X_{j})}
в произведение:
{\displaystyle p^{*}(X)=\prod _{j=1}^{m}\phi _{j}(X_{j})\prod _{i=1}^{m}\psi _{i}(x_{i})},
где {\displaystyle \phi _{j}} соответствует узлам-функциям, а {\displaystyle \psi _{i}} — узлам-переменным.
Изначально, до передачи сообщений {\displaystyle \phi _{j}(X_{j})=f_{j}(X_{j})} и {\displaystyle \psi _{i}(x_{i})=1}
Каждый раз, когда приходит сообщение {\displaystyle r_{j\to i}} из функции в переменную, {\displaystyle \phi } и {\displaystyle \psi } пересчитываются:
{\displaystyle \psi _{i}(x_{i})=\prod _{j\in ne(i)}r_{j\to i}(x_{i})},
{\displaystyle \phi _{j}(X_{i})={\frac {f_{j}(X_{j})}{\prod _{i\in ne(j)}r_{j\to i}(x_{i})}}}
Очевидно, что общее произведение от этого не меняется, а {\displaystyle \psi _{i}} по окончании передачи сообщений станет маргиналом {\displaystyle p^{*}(x_{i})}.